# Ipomoea curtipes
Ipomoea curtipes är en vindeväxtart som beskrevs av Alfred Barton Rendle. Ipomoea curtipes ingår i släktet praktvindor, och familjen vindeväxter. Inga underarter finns listade i Catalogue of Life.